# Coffee (Band)
Coffee war eine Roots-Reggae-Band aus Bremen. Die 11-köpfige Band spielte zwischen 2008 und 2021 eine Mischung aus Roots-Reggae, Dancehall und balladesken Liedern.

## Geschichte
In der Hansestadt Bremen entstand 2008 zunächst das Duo Coffee aus einem vorherigen Bandprojekt mit dem jamaikanischen Sänger „Fire Black“. Die beiden Gitarristen und Sänger Jonas Baumeister und Mario Varvarikés entschlossen sich damals, eigene Wege zu gehen und veröffentlichten 2009 die CD Full Flavoured. Nachdem sie als Akustik-Duo im Bremer Kulturzentrum Lagerhaus sowie auf verschiedenen Festen und Festivals erfolgreiche Auftritte absolvierten und nach und nach einen erfolgreichen Einstieg in die lokale Musikszene hatten, beschlossen sie Anfang 2010 ihre Lieder in kompletter Bandbesetzung umzusetzen.

## Stil
Die Band spielte modernen Roots-Reggae, eher rockigen Dancehall und teilweise langsamere Balladen. Als Akustik-Duo machte Coffee vor allem durch harmonischen zweistimmigen Gesang und den perkussiven Einsatz ihrer Gitarren (wie auch von Künstlern wie John Butler etc. bekannt) auf sich aufmerksam.
Radio Bremen kommentierte die musikalischen Einflüsse der Band: „Von Seeed bis Bob Marley sind Einflüsse in ihren Rootsreggae zu spüren. Coffee spielen Reggae vom Feinsten, geschickt mischen sie modernen Roots und tanzbaren Dancehall mit rockigen Balladen.“

## Diskografie
- 2009: Full Flavoured (Album)
- 2012: In a Movement (Album)
- 2016: Roots of the City (Album)